# Cerchiate
Cerchiate (Serciaa in dialetto milanese, AFI: [serˈtʃɑː]) è una frazione del comune italiano di Pero nella città metropolitana di Milano, posta a nordovest del centro abitato, verso Rho.

## Storia
Fu un antico comune del Milanese. Circolate, Cerziate, Cergià o Serchiate sono alcuni dei nomi con cui veniva chiamata Cerchiate nei documenti medievali o dell'epoca moderna. L'origine di tali nomi è incerta: secondo alcuni deriverebbe da quercula o cercula, a causa dei boschi di quercia presenti sul territorio; altri lo associano all'espressione de petra cergiate, con riferimento al torchio, pietra cerchiata, dell'antico mulino presente sul fiume.
In epoca medievale fu possedimento delle Monache Benedettine del Monastero di San Maurizio in Milano. Il documento più antico in cui si menziona Cerchiate, è datato 29 luglio 1148, nel quale Papa Eugenio III conferma alla Badessa tutti i beni e i diritti del Monastero Maggiore di San Maurizio, su alcune chiese e corti, tra le quali è menzionato il tempio di Circolate. Altro documento postero, sancisce il diritto di proprietà del medesimo monastero, su di un bosco di Cerchiate, oltre al diritto di usare liberamente le acque dell'Olona per l'irrigazione dei campi ed il funzionamento del mulino ivi presente. Il territorio municipale confinava con Pantanedo a nord, Pero ad est, Figino a sud, e Rho ad ovest.
Nell'estimo voluto dall'imperatrice Maria Teresa nel 1771 risultava avere 161 abitanti. Nel 1809 fu soppresso con regio decreto di Napoleone ed annesso a Terrazzano, la quale fu poi a sua volta inglobata in Rho nel 1811. Il comune di Cerchiate fu ripristinato con il ritorno degli austriaci.
Cerchiate e Pero furono due comuni autonomi fino al 13 maggio 1928, quando si decise l'aggregazione del primo comune al secondo, nonostante il dissenso dei cerchiatesi, che proponevano invece la sua fusione con Rho, con la quale era da sempre legata ecclesiasticamente.